# Ochrosphaera meliolae
Ochrosphaera meliolae är en svampart som beskrevs av Sawada 1959. Ochrosphaera meliolae ingår i släktet Ochrosphaera, divisionen sporsäcksvampar och riket svampar.   Inga underarter finns listade i Catalogue of Life.